# Leap Castle
Leap Castle (irsky: Caisleán Léim Uí Bhánáin) je hrad v Coolderry v hrabství Offaly v Irsku asi 6 km severně od města Roscrea.

## Historie
Existují různé zprávy o tom, kdy přesně byla postavena hlavní věž (tvrz), počínaje od 13. století do konce 15. století, ale s největší pravděpodobností byla postavena kolem roku 1250. Hrad postavil klan O'Bannonů a původně se jmenoval „Léim Uí Bhanáin“ nebo „Leap of the O'Bannons“. O'Bannonové byli vazaly vládnoucího klanu O'Carollů. Existují důkazy, že hrad byl postaven na místě starověké kamenné stavby, možná ceremoniální povahy, a že tato oblast byla trvale osídlena přinejmenším od doby železné (500 př. n. l.) a možná již od neolitu.
Anály Čtyř Pánů (Annals of the Four Masters) uvádí, že hrabě z Kildare, Gerald FitzGerald se v roce 1513 neúspěšně pokusil zmocnit hradu. O tři roky později hrad znovu napadl a podařilo se mu jej částečně pobořit. Nicméně v roce 1557 jej znovu nabyli O'Carollové.
Po smrti Mulrooneyho O'Carrolla v roce 1532, sužovaly klan O'Carrollů výboje v rodině, kdy vypukla zuřivá rivalita o vedení. Trpký boj o moc obrátil bratra proti bratrovi. Jeden z bratrů byl knězem a zatímco na hradě držel mši pro svou rodinu, vtrhl do kaple jeho soupeřící bratr, zabodl do něj svůj meč a smrtelně ho zranil. Poražený kněz padl přes oltář a před zraky své rodiny zemřel. Kapli se od této události přezdívá „Krvavá kaple“.
V roce 1659 přešel hrad sňatkem do vlastnictví rodu Darbyových, jehož významnými členy byli viceadmirál George Darby, admirál sir Henry D'Esterre Darby a John Nelson Darby. Během funkčního období Jonathana Charlese Darbyho, jeho manželka Mildred Darby, která byla spisovatelkou gotických románů, pořádala na hradě seance, čímž hrad a jeho přízraky přišly k publicitě. Centrální tvrz byla později rozšířena výraznými přístavbami, ale aby je bylo možné zaplatit, bylo zvýšeno nájemné a velká část pozemků náležících k hradu byla prodána. To mohlo být teoreticky motivací pro vypálení hradu během irské občanské války v roce 1922.
V roce 1974 zříceninu hradu koupil australský historik Peter Barlett, jehož matka pocházela z klanu O'Bannonů. Hrad byl poté, až do jeho smrti v roce 1989, výrazně renovován. Od roku 1991 je hrad v soukromém vlastnictví hudebníka Seana Ryana a jeho ženy Anne, kteří pokračují v jeho rekonstrukci.

## Oubliette
Během renovace hradu na začátku 20. století nalezli dělníci tzv. oubliette – šachtu za zdí v kapli. Na dně šachty bylo velké množství kosterních pozůstatků nabodnutých na dřevěné bodce. Pro vyčištění šachty bylo zapotřebí odvézt tři káry kostí. Věří se, že O'Carollové své hosty shazovali padacími dveřmi do šachty, na jejímž dně byli nabodnuti na dřevěné bodáky. Na dně šachty byly nalezeny i malé zlaté kapesní hodinky z poloviny 19. století.

## Pověsti a kultura
Podle pověsti se chodbami hradu prochází Červená dáma, která v ruce drží dýku. Údajně zde straší také zlovolný elementál, kterého popsala Mildred Darby jako stvoření velikosti ovce s lidskou tváří, černými dírami místo očí a nosu, vydávající zápach hnijící mrtvoly.
Hrad je popisován jako „nejstrašidelnější hrad na světě“. Navštěvují ho nadšenci paranormálních jevů a paranormální vyšetřovatelé jako např. The Atlantic Paranormal Society (TAPS), youtubeři Sam and Colby či televizní pořady Scariest Places on Earth (ABC Family), Most Haunted (Living TV), Ghost Hunters (Syfy) a Po stopách duchů (2014, Travel Channel).
Leap Castle se objevil na přebalu několika vydání novely The Riders od Tima Wintona.